# Jardinagem de canteiro elevado

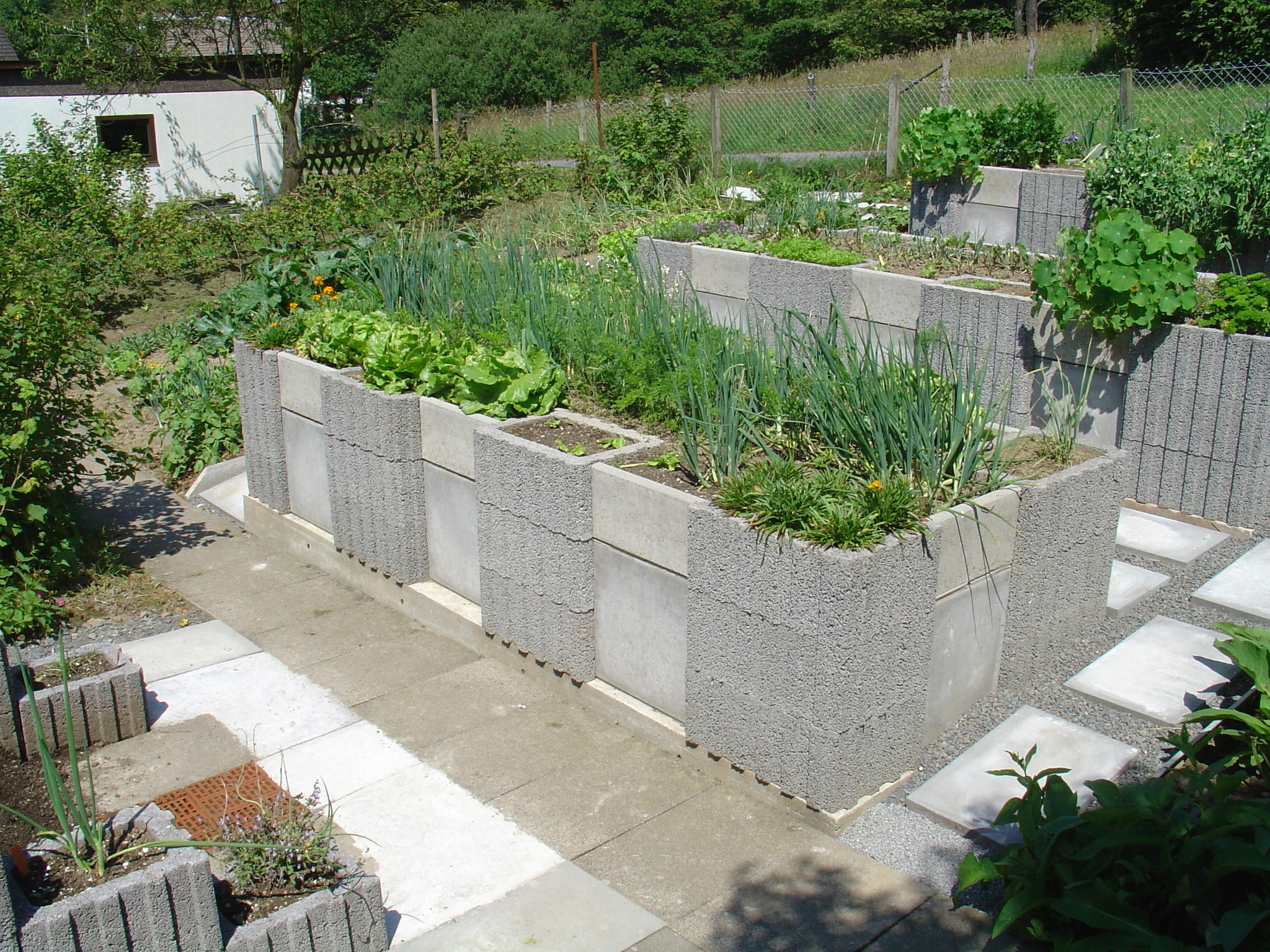
Canteiros elevados com bloco de cimento.

A jardinagem de canteiro elevado se refere a uma forma de jardinagem na qual o solo se encontra elevado ao seu redor e cercado por uma estrutura geralmente feita de madeira tratada, de tijolo, de pedra ou de blocos de concreto, enriquecida de compostos orgânicos. Com altitude variada, tal estrutura pode ter qualquer longitude ou forma.
As plantas e os vegetais estão espaçados em modelos geométricos muito mais próximos entre si do que no jardim ou na horta convencional, onde se planta em fileiras. O espaço é necessário para que os vegetais cresçam e suas raízes se toquem, criando um microclima que conserva a umidade e faz as sementes germinar 